# Fulakora elongata
Fulakora elongata es una especie de hormiga del género Fulakora, familia Formicidae. Fue descrita científicamente por Santschi en 1912.
Se distribuye por Argentina, Brasil, Paraguay y Uruguay. Se ha encontrado a elevaciones de hasta 890 metros. Vive en microhábitats como la hojarasca y el suelo.